# Левит, Фроим Давидович
Фро́им (Ефи́м) Дави́дович Леви́т (до середины 1970-х годов публиковался под именем Фроим Левит, после — Ефим Левит, рум. Efim Levit; 10 сентября 1921, Кишинёв, Бессарабия — 2001, там же) — молдавский литературовед, историк литературы. Доктор филологических наук.

## Биография
Фроим Левит родился в 1921 году в Кишинёве в еврейской семье среднего достатка. Его отец — Давид Левит (фото) — был коммерсантом, во время Первой мировой войны был в действующей царской армии, попал в немецкий плен; мать — Фаня Шустер (фото) — была дочерью закройщика. Фроим Левит обучался в кишинёвской религиозной гимназии «Моген Довид» И. Л. Цирельсона, в румынском лицее имени Александру Донича и в коммерческом лицее. В июне 1940 года сдал экзамен на бакалавриат для поступления в Бухарестскую коммерческую академию, а через неделю Бессарабия была присоединена к СССР и он поступил на курсы лаборантов-химиков, после окончания которых был направлен в Казанештский винсовхоз (Теленештский район).
В апреле 1941 года Левит был направлен на курсы повышения квалификации, где его и застала Великая Отечественная война. 5 июля 1941 года Фроим Левит ушёл на фронт, затем, как житель новоприсоединённых территорий, был отправлен в строительный батальон для возведения оборонительных сооружений под Днепропетровском и в Ростовской области. В январе 1942 года Фроим Левит перенёс контузию и обморожение, более полугода провёл в госпиталях, затем участвовал в укреплении оборонительной линии Сочи—Туапсе, прошёл курсы санинструкторов при штабе Северо-Кавказского фронта, участвовал в разминировании «Голубой линии» на Таманском полуострове и, наконец, в составе действующей армии Первого Украинского фронта участвовал в боях за взятие Дрездена и дошёл до Берлина. Закончил войну в звании старшего сержанта медицинской службы и был демобилизован в 1946 году. Родители Е. Д. Левита и его младшая сестра Люба погибли в кишинёвском еврейском гетто в годы румынской оккупации города.
По возвращении в Кишинёв Фроим Левит поступил на отделение молдавского языка и литературы Кишинёвского университета, одновременно работал старшим лаборантом на кафедре молдавского языка и литературы. В студенческие годы занимался баскетболом, чемпион Молдавии. В 1947 году женился на сокурснице Иде Яковлевне Ройтман (фото), впоследствии преподавательнице молдавского языка в кишинёвских средних школах. После окончания университета Фроим Левит был направлен старшим преподавателем в бельцкое училище имени Б. М. Главана, а вскоре был назначен заведующим кафедрой молдавского языка и литературы Бельцкого педагогического института имени Алеку Руссо.
В это время (1957) он начал публиковать литературоведческие работы в области классической румынской (молдавской) литературы (с начала 1970-х годов под именем Ефим Левит). В конце 1950-х годов Е. Д. Левит был по конкурсу принят на должность научного сотрудника Института языка и литературы при Молдавском филиале Академии Наук СССР (с 1959 года — Академия Наук Молдавской ССР), кандидатскую диссертацию защитил по творчеству Георге Асаки, чем занимался затем на протяжении всей жизни. На основе этой диссертации была издана первая монография Левита «Георге Асаки» (1966). В последующие годы Ефим Левит опубликовал ряд монографий и научных работ о творчестве Алексея Матеевича, Виктора Крэсеску, Алеку Руссо, современных молдавских литераторов, молдавской литературе XVIII века, участвовал в составлении ряда учебников по молдавской литературе для школ и вузов, в энциклопедии «Литература ши арта Молдовей» и «Краткой литературной энциклопедии» в 9 томах.
Под редакцией, с комментариями и в составлении Е. Д. Левита вышли собрания сочинений Георге Асаки, Алексея Матеевича и Алеку Руссо, а также монументальная антология румынской/молдавской поэзии XVIII—XIX веков (Антолоӂия поезией модерне молдовенешть: 1770—1840, 1977; второе, дополненное издание вышло в 1988 году).
В 1997 году Ефим Левит вместе с музыковедом Ефимом Ткачом и поэтом Анатолием Гужелем стал основателем Антифашистского демократического альянса в Молдавии, составил и опубликовал 4 тома документов, связанных с событиями Холокоста на территории республики (четыре выпуска двуязычного русско-румынского журнала «Nu vom uita! — Не забудем!»).
Член Союза писателей СССР (1975), лауреат Государственной премии Республики Молдова (1994), награждён орденом Maestru al literaturii (мастер литературы, 1998). Посмертно награждён орденом Gloria muncii (слава труду, 2001) и премией Академии наук Республики Молдова за монографию «Gheorghe Asachi: Romanul vieţii sale».

## Монографии
- Традучериле ши прелукрэриле де Виктор Крэсеску дин скрииторий рушь (переводы и обработки Виктора Крэсеску из русских писателей). Кишинёв, 1962.
- Георге Асаки (на молдавском языке). Кишинёв: Картя молдовеняскэ, 1966.
- Студий де историе литерарэ (исследования литературной истории, на молдавском языке). Кишинёв: Картя молдовеняскэ, 1971.
- Де ла кронографие ла литература модерне (о хронографии современной литературы). Кишинёв, 1974.
- Пажинь дин история литературий ши культурий молдовенешть: студий ши материале (страницы истории молдавской литературы и культуры, под редакцией Е. Д. Левита). Кишинёв: Литература артистикэ, 1979.
- Филе векь некуноскуте. Контрибуций штиинцифико-документаре ла история литературий ши културий молдовенешть (Неизвестная старина. Научно-документальный вклад в историю молдавской литературы и культуры). Кишинёв: Литература артистикэ, 1981.
- Teza de licenţa a lui Alexei Mateevici (с Саввой Пынзару). Кишинёв: RIM, 1992.
- Gheorghe Asachi. Romanul vieţii sale (Георге Асаки. Роман его жизни). Васлуй, 1999.

## Собрания сочинений
- Алексей Матеевич. Скриерь алесе (на молдавском языке). Составление и редакция Иосифа Вартичана и Фроима Левита. Кишинёв: Картя молдовеняскэ, 1966 (второе издание — 1971, третье издание — 1977).
- Антолоӂия поезией модерне молдовенешть: 1770—1840 (антология современной молдавской поэзии 1770—1840 годов). Кишинёв: Литература артистикэ, 1977.
- Алексей Матеевич. Избранные сочинения под редакцией Е. Левита. Кишинёв: Штиинца, 1984.
- Георге Асаки. Избранное: стихи и проза. Кишинёв: Литература артистикэ, 1986.
- Георге Асаки. Исторические новеллы. Дневник молдавского путешественника. Избранные статьи. Перевод Александра Бродского. Составление и редакция Ефима Левита. Кишинёв: Литература артистикэ, 1988.
- Поезия молдовеняскэ модернэ ла инчепу туриле ей 1770—1840 (современная молдавская поэзия между 1770 и 1840 годами). Второе издание, переработанное и дополненное. Кишинёв: Литература артистикэ, 1988.
- Алеку Руссо. Опере (сочинения). Кишинёв: Литература артистикэ, 1989.
- Георге Асаки. Сочинения в 2 тт. Кишинёв: Hyperion, 1991.
- Gheorghe Asachi. Opere. Vol I—II. Кишинёв: Hyperion, 1991.
- Alexei Mateevici. Opere (сочинения). Ediţie critică de Ion Nuţă, Efim Levit şi Sava Pânzaru. В 2-х тт. Кишинёв: Ştiinţa, 1993.
- E. Levit, bibliografia. Кишинёв: Biblioteca Municipală, 2001.